# Blue Point, New York
Blue Point este un cătun și o localitate desemnată de recensământ în comitatul Suffolk, Long Island, New York, Statele Unite ale Americii. Populația era de 5.156 de locuitori la recensământul din 2020. Blue Point se află în orașul Brookhaven.

## Geografie
Potrivit Biroului de Recensământ al Statelor Unite, CDP (Census Designated Place) are o suprafață totală de 4,7 kilometri pătrați, din care 4,7 kilometri pătrați este uscat și 0,56% este apă.

## Demografie

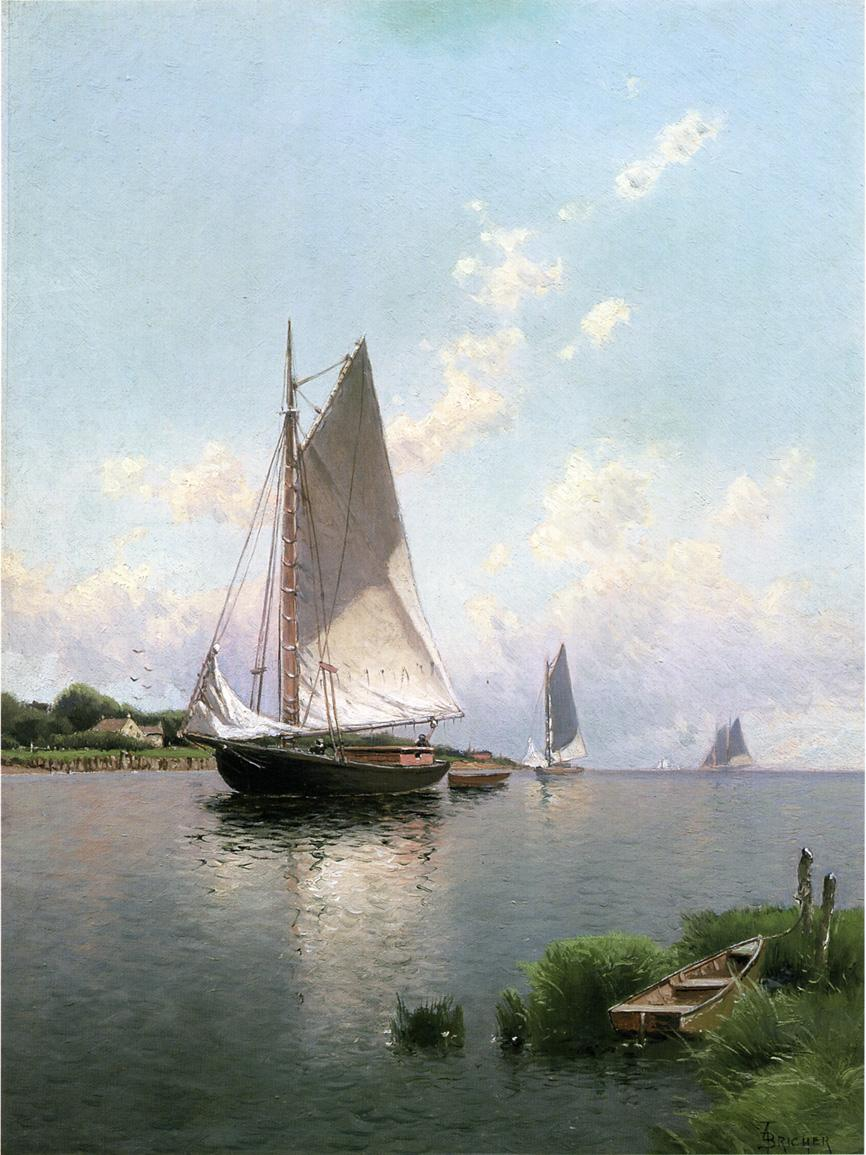
Blue Point, Long Island, 1888 de Alfred Thompson Bricher

Conform recensământului din 2000, în CDP locuiau 4.407 de persoane, 1.571 de gospodării și 1.178 de familii. Densitatea populației era de 2.474,5 locuitori pe kilometru pătrat. Existau 1.664 de unități de locuințe, cu o densitate medie de 934,3 pe kilometru pătrat. Compoziția rasială a CDP era formată din 96,41% albi, 0,68% afro-americani, 0,11% nativi americani, 1,07% asiatici, 0,02% locuitori ai insulelor Pacificului, 0,84% alte rase și 0,86% două sau mai multe rase. Hispanicii sau latinii de orice rasă reprezentau 4,36% din populație.
Existau 1.571 de gospodării, dintre care 37,9% aveau copii sub 18 ani care locuiau cu ei, 63,1% erau cupluri căsătorite care locuiau împreună, 7,4% aveau o femeie gospodărească fără soț, iar 25,0% erau non-familii. 20,0% din toate gospodăriile erau formate din indivizi, iar 9,0% aveau o persoană care locuia singură și avea vârsta de 65 de ani sau mai mult. Mărimea medie a gospodăriei era de 2,78 persoane, iar dimensiunea medie a familiei era de 3,24 persoane.
Distribuția populației CDP populația pe grupe era următoarea: 26,8% sub 18 ani, 4,6% între 18 și 24 de ani, 32,1% între 25 și 44 de ani, 24,7% între 45 și 64 de ani și 11,8% cu vârsta de 65 de ani sau mai mult. Vârsta mediană era de 38 de ani. La 100 de femei reveneau 97,1 bărbați. La 100 de femei cu vârsta de 18 ani și peste, reveneau 95,5 bărbați.
Venitul mediu pentru o gospodărie din CDP era de 70.333 USD, iar venitul mediu pentru o familie era de 76.004 USD. Bărbații aveau un venit mediu de 51.265 USD, comparativ cu 34.938 USD pentru femei. Venitul pe cap de locuitor pentru CDP era de 28.135 USD. Aproximativ 1,7% din familii și 3,6% din populație se aflau sub pragul sărăciei, inclusiv 2,0% dintre cei sub 18 ani și 7,4% dintre cei cu vârsta de 65 de ani sau mai mult.

## Educație
Blue Point este deservit de Districtul Școlar Bayport-Blue Point, împreună cu localitatea vecină Bayport. Una dintre școlile elementare ale districtului, Blue Point Elementary School[nefuncțională – arhivă]
, este situată în Blue Point pe Blue Point Avenue. Școlile rămase din district, inclusiv James Wilson Young Middle School și Bayport-Blue Point High School, se află în Bayport.

## Bibliotecă
Biblioteca Publică Bayport-Blue Point a fost fondată în 1935 ca un proiect al Asociației Părinților și Profesorilor din Blue Point, sub numele de Biblioteca Publică Blue Point. Când districtele școlare Bayport și Blue Point au fuzionat în 1952, biblioteca a devenit oficial Biblioteca Bayport-Blue Point și este o bibliotecă publică a districtului școlar, supravegheată de Departamentul de Educație al statului New York. Colecția bibliotecii a pornit de la donații de cărți, tradiția spunând că acestea erau adunate din casă în casă cu roaba. Astăzi, logo-ul bibliotecii este o roabă cu cărți, omagiind originile instituției. Biblioteca a funcționat inițial într-o cameră a Școlii Blue Point (acum Școala Elementară Blue Point) înainte de a se muta în diverse locații, inclusiv clădirea care găzduiește acum Magazinul de băuturi Blue Point și case de pe Blue Point Avenue. În 1957, a fost construită clădirea actuală de la 203 Blue Point Avenue. Două completări la clădire au făcut ca biblioteca să devină de aproape trei ori mai mare decât dimensiunea sa inițială. Biblioteca a fost condusă exclusiv de voluntari până în 1970, fiind una dintre ultimele biblioteci conduse de voluntari din statul New York.
Pe 6 decembrie 2018, alegătorii din districtul școlar Bayport-Blue Point au aprobat achiziționarea Centrului St. Ursula[nefuncțională – arhivă]
 de pe 186 Middle Road din Blue Point pentru suma de 3,65 milioane USD, urmând să devină viitoarea casă a Bibliotecii Publice Bayport-Blue Point. Mănăstirea, care a servit ca noviciat, centru de retragere și, cel mai recent, ca casă de bătrâni pentru Surorile Ursuline din Tildonk, va fi supusă unei renovări de 13.197.800 USD. Scopul renovării este de a transforma clădirea într-o bibliotecă publică de 28.000 de metri pătrați, care va include spațiu suplimentar pentru programe și colecții, tehnologie de ultimă oră, o grădină comunitară în aer liber și multe altele.

## Recreere
- Sayville Yacht Club

## Persoane notabile
- Raymond Davis Jr., laureat al Premiului Nobel pentru Fizică (2002)
- Gabby Petito, femeie dispărută și găsită ulterior moartă în Wyoming[8]